# Letov Š-328

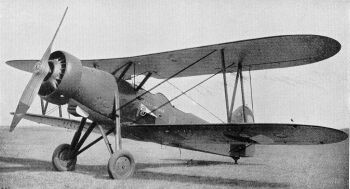
Letov Š-328

De Letov Š-328 is een Tsjechoslowaaks dubbelzits dubbeldekker verkenningsvliegtuig, zwaar jachtvliegtuig en lichte bommenwerper gebouwd door Letov. De Š-328 is ontworpen door ingenieur Alois Šmolík en is een ontwikkeling uit de Š-28 serie. Op 19 juni 1933 vloog er een Š-328 voor het eerst. Een totaal van 412 Š-328’s zijn er gebouwd.

## Geschiedenis
De ontwikkeling begon in 1932 na een verzoek van de Finse luchtmacht die de Š-328 wilde gebruiken als een lichte bommenwerper. Het toestel werd uitgerust met een nieuwe motor, een Bristol Pegasus II-M2, 427 kW (580 pk). Op 19 juni 1933 vloog het eerste prototype, de Š-328, voor het eerst. Toen de Finnen in midden 1933 meedeelden, dat ze alleen een contract met Letov over leveringen als deze aansloten op de Finse leveringen van buskruit aan Tsjechoslowakije. Het Tsjechoslowaakse Ministerie weigerde dit, waarmee Letov met een financiële strop achterbleef. Letov bood als reactie daarop de Š-328 aan de Tsjechoslowaakse luchtmacht aan als verkenner, lichte bommenwerper en zwaar jachtvliegtuig. Na een lange testperiode, waarbij twee Š-328’s, de Š-328F en de Š-328M, onder de loep werden genomen volgde aan het eind van 1934 voor een eerste serie van 62 toestellen (af te leveren tot 31 mei 1935). Uiteindelijk leidde het tot een levering van 412 stuks in zeven series. In 1935 werd de Š-328 hierdoor het standaard verkenningsvliegtuig bij de Tsjechoslowaakse luchtmacht. Vanaf de vijfde serie werden ze uitgevoerd met een sterkere motor, de bij Walter gebouwde Bristol Pegasus III M2 (545 kW, 740 pk). Na de annexatie van Tsjechië door nazi-Duitsland in 1939 ging de productie van de Š-328 gewoon door. De Š-328’s werden door de Luftwaffe gevorderd en ingezet als lesvliegtuig. Verder werden enkele toestellen aan de Bulgarije en Slowakije geleverd. In 1935 kregen een aantal Š-328’s een ongewoonlijke taak toegewezen, ze werden ingezet als zware nachtjagers. Het ging hierom de toestellen met de nummers 49 tot en met 62 die speciaal voor deze taak met apparatuur voor nachtvluchten werden uitgerust en de naam Š-328N toegewezen kregen. Verder werden de toestellen met de met de nummers 18 tot en met 21 uitgerust met drijvers, die de naam Š-328V kregen. Later werden de drijvers weer vervangen door wielen en werden deze toestellen ingezet als trekvliegtuigen voor schietschijven. Tot 1944 bleef de Š-328 in actieve dienst, waarna enkelen door de Slowaakse vrijheidsstrijders werden opgepikt. Ook was een tijd lang sprake van een levering van zes toestellen aan Spanje, maar dit vond geen doorgang.

## Versies
- Š-28: prototype, aangedreven met een Walter Castor, 177 kW (240 pk).
- Š-128: eerste productie versie, aangedreven met een door Gnome et Rhône gebouwde Bristol Mercury VII, 368 kW (500 pk)
- Š-228: productie versie voor Estland, aangedreven met een door Walter gebouwde Bristol Mercury VII, 368 kW (500 pk)
- Š-328: hoofd productie versie, aangedreven met een door Walter gebouwde Bristol Pegasus II-M2, 467 kW (635 pk)
- Š-328F: prototype voor Finland, aangedreven door een door Walter gebouwde Bristol Pegasus II-M2, 427 kW (580 pk), één stuk gebouwd.
- Š-328N: Nachtjachtvliegtuig, veertien stuks gebouwd.
- Š-328V: Watervliegtuig, vier stuks gebouwd.
- Š-428: eerder bekend als Š-328M, een ondersteuningsvliegtuig, aangedreven met een Avia Vr-36 watergekoelde V-12, 545 kW (740 pk)
- Š-528: een verdere ontwikkeling op de Š-428, aangedreven door een Gnome et Rhône Mistral Major, 597 kW (800 pk)

## Specificaties (Š-328)
- Bemanning: Twee, de piloot en de observator
- Lengte: 10,36 m
- Spanwijdte: 13,71 m
- Hoogte: 3,38 m
- Vleugeloppervlak: 39,40 m2
- Leeggewicht: 1 680 kg
- Startgewicht: 2 750 kg
- Motor: 1× door Walter gebouwde Bristol Pegasus II-M2, 467 kW (635 kW)
- Maximumsnelheid: 328 km/u
- Kruissnelheid: 250 km/u
- Plafond: 7 200 m
- Vliegbereik: 1 280 km
- Bewapening
  - 2× vooruit gerichte 7,92 mm ČZ Strakonice vz.30 machinegeweren
  - 2× bewegelijke 7,92 mm ČZ Strakonice vz.30 machinegeweer in een Škoda Šu-30 affuit
  - 6× 10 kg vz.37 bommen of 6x 20 kg vz.30/34 bommen onder de onderste vleugel
  - 1× 50 kg vz.31 bom of 1x 100 kg vz.25/34 bom onder de romp

## Gebruikers
- Bulgarije – 62 Š-328’s overgenomen van Duitsland, lokaal stonden ze bekend onder de naam Vrana (wat Bulgaars is voor Kraai)
- Duitsland – Overgenomen van Tsjechoslowakije
- Slowakije – Overgenomen van Duitsland
- Slowaakse Nationale Opstand – drie Stuks
- Tsjechoslowakije